# 豊岡城

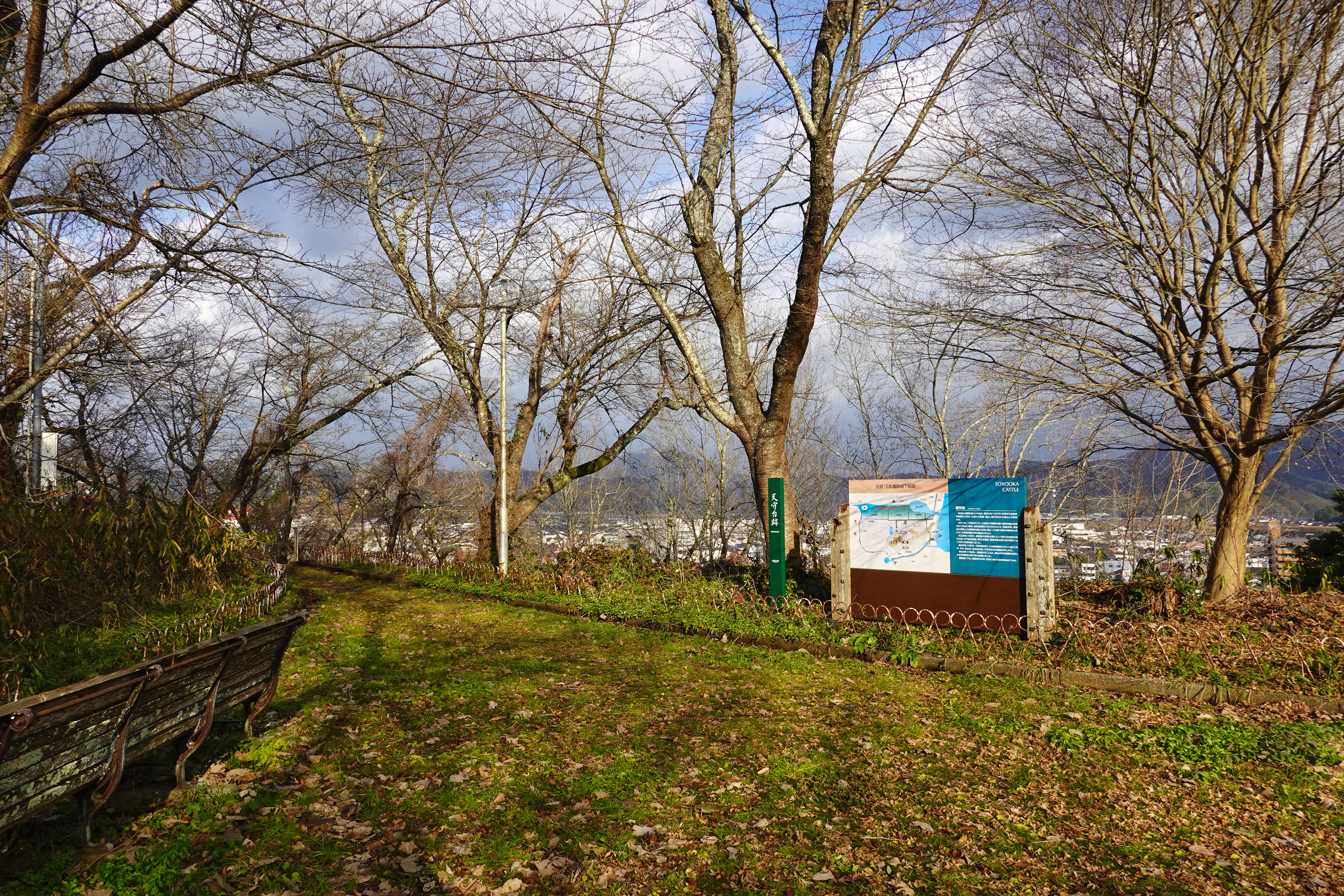
天守台跡

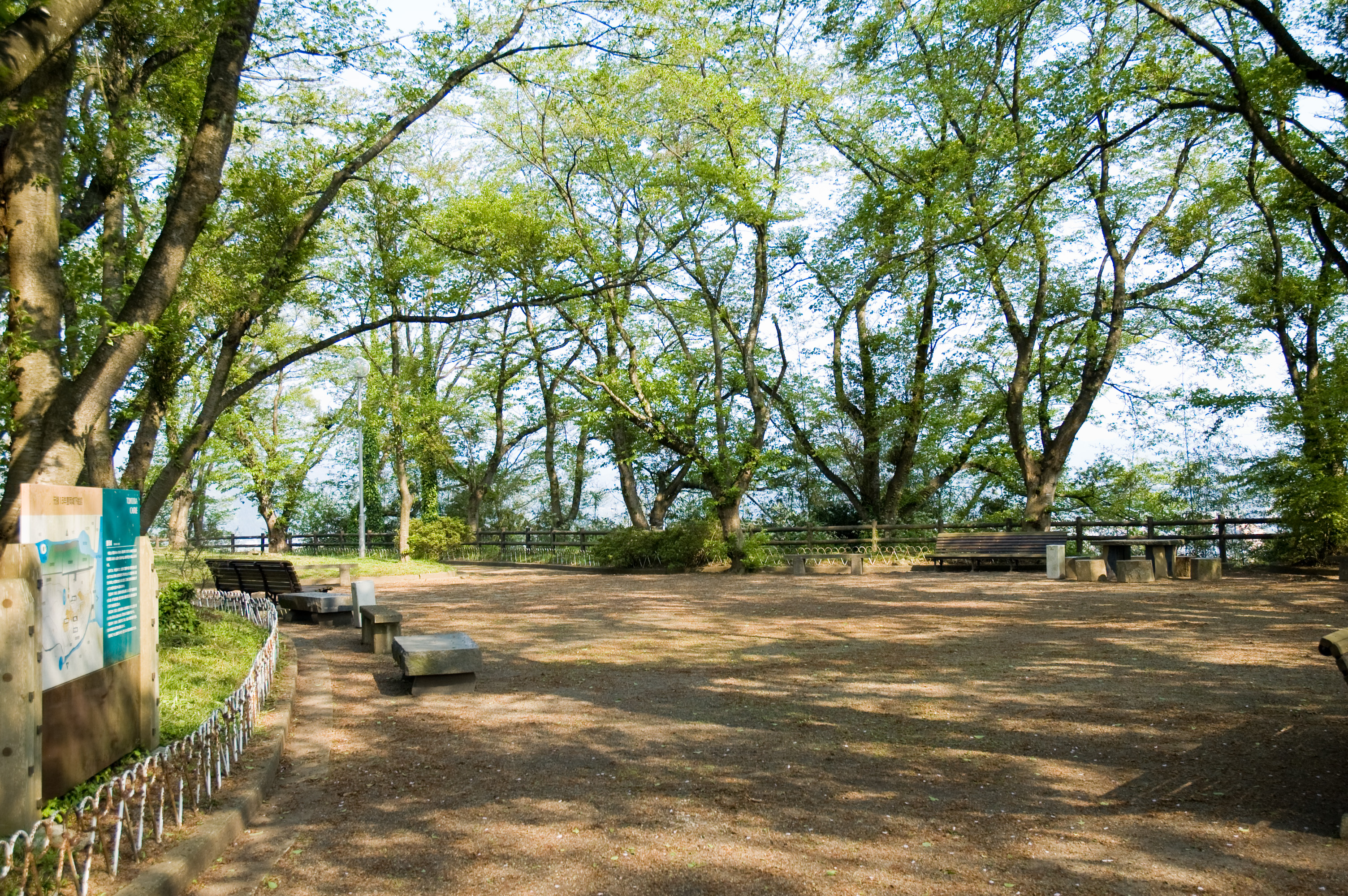
本丸跡

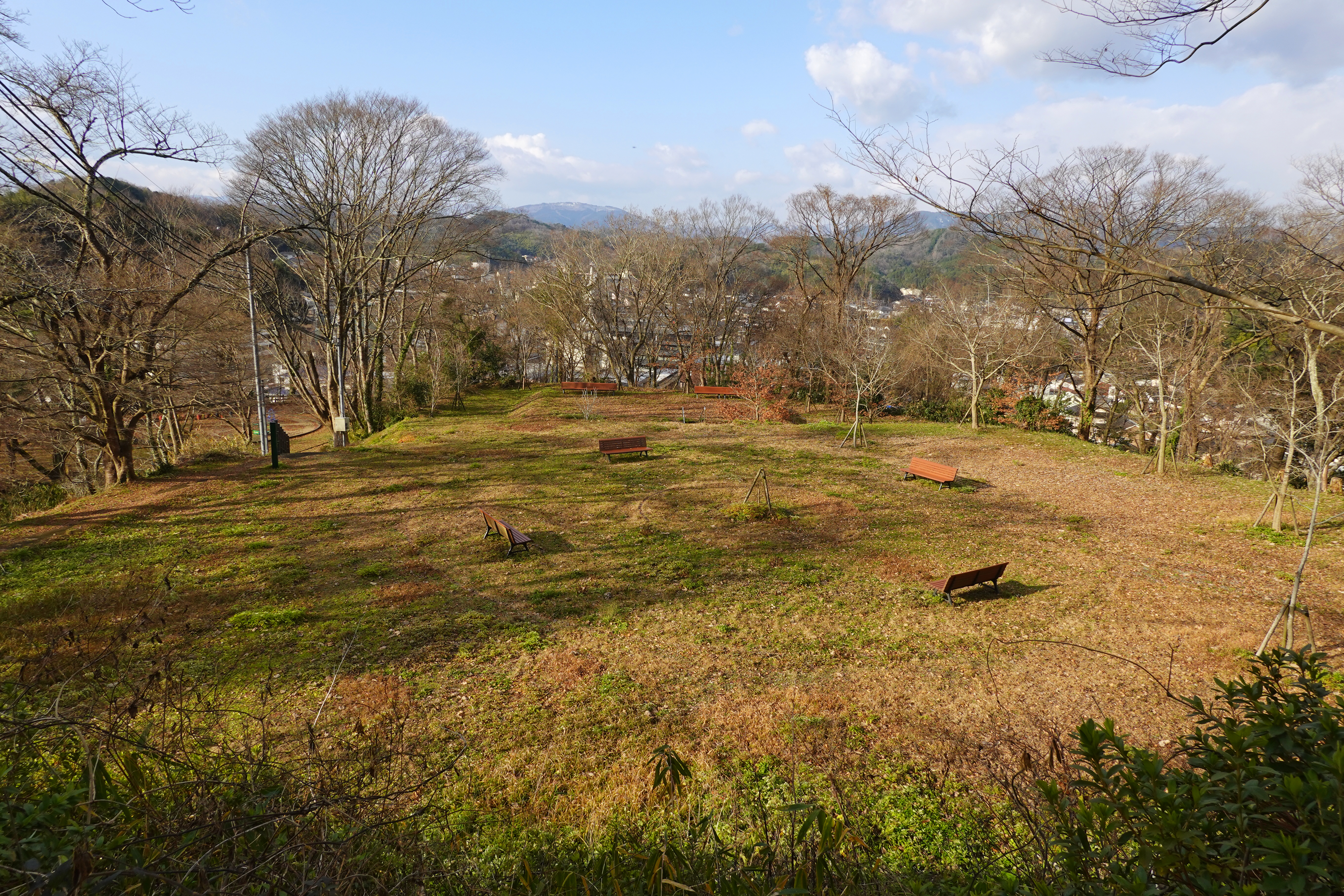
笠の丸跡

豊岡城（とよおかじょう）は、但馬国城崎郡豊岡（現・兵庫県豊岡市京町）にあった日本の城。別名・亀城。

## 沿革
伝承では、永享年間（1429年〜1441年）、山名持豊（宗全）により、此隅山城の出城として、標高約49mの亀山に木崎城（城崎城）が築かれたとされる。山名氏のもとでは、山名四天王に数えられた垣屋氏が配されたとする。
天正8年（1580年）、織田信長の命を受けた羽柴秀吉による第二次但馬征伐で但馬国の山名氏が一旦滅ぶと、秀吉配下の宮部継潤が2万石で入城した。宮部氏は、城崎を豊岡と改め、城を改築したとされる。このとき城下町も整備され、これが現在の豊岡の町の基礎となった。
その後、天正11年（1583年）、木下助兵衛尉、天正12年（1584年）には尾藤知宣、天正13年（1585年）には2万2千石で明石則実、文禄4年（1595年）には福原直高（長堯）と城主が替わった。なお、いずれも代官とみられている。
慶長2年（1597年）、杉原長房が2万石で入封した。豊岡藩三代・重玄に嫡子なくして無子改易となり、一旦廃藩となったため、豊岡城は廃城となった。
寛文8年（1668年）、丹後国田辺から京極高盛が3万5千石で入封し、再度豊岡藩が置かれる。城主大名の格式ではなく、山城の維持費もかかるため、山の麓に陣屋（豊岡陣屋）が建築され、藩政は陣屋にて行われた。
現在、豊岡城跡一帯は神武山公園として整備されている。

## 交通アクセス
- JR山陰本線・京都丹後鉄道「豊岡駅」より徒歩15分